# Wesley Everest
Pour les articles homonymes, voir Everest (homonymie).
Nathan Wesley Everest (né le 29 décembre 1890 à Newberg, Oregon et décédé le 11 novembre 1919 à Centralia, Washington) est un bûcheron et syndicaliste américain.
Il est connu pour avoir trouvé la mort lors du massacre de Centralia (en), lynché à mort par l'American Legion.
Vétéran de la Première Guerre mondiale, il a été incorporé en novembre 1917, affecté à la Spruce Production Division (en) à Vancouver, Washington et chargée de fournir du bois de construction pour l'armée. À la fin de la guerre, il travailla comme bûcheron à Centralia et devient syndicaliste au sein des Industrial Workers of the World.
Lors de la célébration du jour de l'Armistice de 1919 à Centralia, des tensions entre l'American Legion et les Industrial Workers of the World culminèrent jusqu'à devenir une véritable bataille rangée avec échanges de coups de feu au cours de laquelle six décès eurent lieu.
Wesley Everest était l'un des syndicalistes des IWW réfugiés dans le siège local du syndicat et qui avaient participé à ces échanges de coups de feu. Quand il s'enfuit du bâtiment, il fut poursuivi par des membres de l'American Legion. Il fut rattrapé par Dale Hubbard et le tua, dans ce que l'IWW qualifie de légitime défense et que l'American Legion considère comme un meurtre selon le point de vue d'où l'on se place,.
Il fut alors maîtrisé, frappé et traîné jusqu'à la prison locale. Un peu plus tard dans la soirée, ses geôliers le livrèrent aux membres de l'American Legion qui l'emmenèrent jusqu'à un pont au-dessus de la rivière Chehalis (en) où il fut lynché puis abattu d'une balle. Everest eu le temps de crier à l'intention de ses codétenus « Dites aux copains que je suis mort pour ma classe ». Il fut suspendu au pont dans un simulacre de pendaison pendant une journée avant qu'il ne soit jeté du pont le lendemain. Son corps resta au fond de la rivière une journée et fut ensuite ramené à la prison. Là, il fut exposé à la vue de tous, notamment des autres membres des IWW, avec toujours sa corde autour du cou. Son corps fut ensuite enterré dans le carré des indigents, avec la présence de la Garde nationale. 
Aucun des membres de l'American Legion ne fut inquiété judiciairement alors que sept membres des IWW furent condamnés à des peines de prison de 25 à 40 ans.
Il fait partie des personnalités dont John Dos Passos a écrit une courte biographie, au sein de sa trilogie U.S.A.. Sa tombe fait partie du Registre national des lieux historiques depuis le 17 décembre 1991.

## Liens Externes
- « 1919: The murder of Wesley Everest », libcom group (Libertarian Communism), London (consulté le 12 décembre 2007)
- Wesley Everest, IWW Martyr, Pacific Northwest Quarterly, October 1986, pages 122-129, by Tom Copeland: Lire en ligne
- John Dos Passos, Paul Bunyan, in: U.S.A.: 1919, New York 1932, ed. 1996, pp. 747–750